# Благо из Рогозена
Благо из Рогозена (буг. Рогозенско съкровище) је група трачких сребрних посуда пронађена 1985. и 1986. у селу Рогозен на северу Бугарске.
Благо се састоји од 165 посуда, од којих су 65 фијала. 65 бокала, и 3 пехара. Неке од посуда су позлаћене. Укупна тежина пронађених предмета је преко 20 килограма.
Благо из Рогозена потиче из 5. или 4. века п.н.е. Предмети су богато декорисани и представљају извор информација о животу и култури Трачана.
Благо се чува у Регионалном историјском музеју у граду Враца.

## Галерија
- Трачка позлаћена сребрна посуда
- Трачки позлаћен сребрни болал